# Djambala
Djambala   este un oraș  în  partea de sud a Republicii Congo,  centru administrativ al departamentului  Plateaux.